# Anaphrotenia lacustris
Anaphrotenia lacustris är en tvåvingeart som beskrevs av Lars Zakarias Brundin 1983. Anaphrotenia lacustris ingår i släktet Anaphrotenia och familjen fjädermyggor. Inga underarter finns listade i Catalogue of Life.